# الفتح الموصلي
أبو نصر أبو محمد بن سعيد المعروف أيضًا باسم الشيخ فتحي أو الفتح الموصلي، كان أحد الأولياء الصوفيين المسلمين الأوائل. وُلِد في ناحية كار بالموصل، ولذلك لُقِّب بالموصلي.
كان عالمًا بارزًا في الحديث، وزاهدًا أيضًا. وكان الفتح الموصلي أيضًا رفيقًا للزاهد العالم بشر بن الحارث. توفي في عام 835 ودُفن في مسقط رأسه، حيث بُني ضريح فوق قبره.[بحاجة لمصدر]